# تپه دال گل
تپه دال گل مربوط به دوران‌های تاریخی پس از اسلام است و در شهرستان بویین زهرا، بخش آوج، روستای داستجین واقع شده و این اثر در تاریخ ۲۲ مرداد ۱۳۸۴ با شمارهٔ ثبت ۱۳۲۶۸ به‌عنوان یکی از آثار ملی ایران به ثبت رسیده است.